# Un istante prima
Un istante prima è un saggio pubblicato dalla Arnoldo Mondadori Editore, scritto da Stefano Dambruoso e Vincenzo Spagnolo, che illustra un decennio di indagini e procedimenti giudiziari riguardanti il terrorismo di matrice islamica, a partire dall'attentato alle Torri Gemelle dell'11 settembre 2001.

## Trama
Dieci anni dopo l'attentato delle Torri Gemelle, le manovre del terrorismo islamico legato alla figura di Osama Bin Laden non si sono ridimensionate, al contrario, scrivono Dambruoso e Spagnolo, il terrorismo è uno spettro che si aggira nel mondo occidentale.
Nel testo, che procede combinando narrazione e informazione, viene raccontata la storia di Mohammed, immigrato libico responsabile di un attentato a Milano nel 2009. Una storia di mancata integrazione economica e sociale che porta l'immigrato su un percorso di radicalizzazione, per molti versi analogo a quello intrapreso da altri "lupi solitari" del terrorismo di matrice jihadista.
Fra le altre vicende narrate nel libro, quella della morte di Muriel, prima donna-kamikaze europea.
Attraverso un bilancio sommario di quanto avvenuto nei dieci anni successivi all'attacco terroristico dell'11 settembre 2001 negli Usa, i due autori del libro promuovono un'analisi dettagliata dei singoli casi e dei sospetti.

## Fonti e collegamenti
- Scheda libro su Google books;
- Citazione del saggio in un altro testo sul terrorismo internazionale [collegamento interrotto];
- Presentazione-dibattito al Festival del giornalismo di Perugia, edizione 2012
- Libri sul terrorismo jihadista usciti nel decennale dell'attacco alle Twin Towers
- Incontro a Washington sul terrorismo internazionale
- Scheda del Tg3 sul volume